# Afrodito

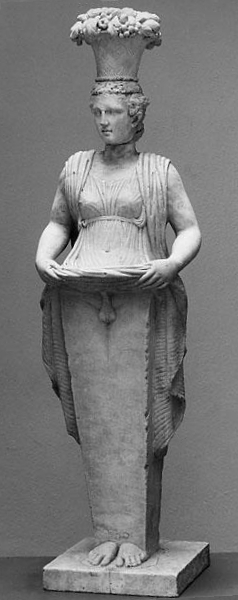
Herma de Afrodito, Nationalmuseum de Estocolmo.

Na mitologia grega, Afrodito (grego antigo: Ἀφρόδιτος) é o mesmo que Hermafrodite. Seu culto vem da ilha de Chipre, onde foi reverenciado como um companheiro de Afrodite e representado com uma longa barba, e uma expressão de género feminina.
De acordo com Macróbio, a estátua da divindade chamada Afroditos era barbuda e trouxe roupas femininas e um cetro. As partes foram sexualmente viril. Mulheres sacrificadas em trajes masculinos, homens femininos. Filocoro, que nos diz isso, acrescenta que Afrodite não é excepcional em qualquer coisa a partir do pó deusa da lua.
De acordo com Pausânias, pois que o nome Hermafrodito teria designado os cipos itifálicos em que Afrodite era representada em Atenas ao lado de Hermes.